# Rainbow Six (serie)
Tom Clancy's Rainbow Six  sono una serie di videogiochi sparatutto tattici di Red Storm Entertainment e Ubisoft basati sui libri di Tom Clancy dell'omonima serie Rainbow Six. Ruota attorno a un'organizzazione antiterrorismo internazionale fittizia chiamata "Rainbow". Tom Clancy's Rainbow Six è iniziato nel 1998 e, a partire dal 2024, è composto da 13 voci con 6 pacchetti di espansione dalle prime iterazioni della serie. 

## Storia
Tom Clancy's Rainbow Six segue un'organizzazione segreta internazionale antiterrorismo chiamata " Rainbow " (o " Team Rainbow e, alla fine del 2024, conta 13 giochie varia tra "Rainbow" e "RAINBOW"). La serie è ambientata nell'universo canonico di Tom Clancy, che è in gran parte condiviso con Tom Clancy's Splinter Cell e Tom Clancy's Ghost Recon .
Creata nel 1999 dalle agenzie militari, di polizia e di intelligence di tutto il mondo per combattere l'aumento globale del terrorismo post- Guerra fredda, Rainbow è una forza di reazione rapida composta da "operatori" di nazioni e organizzazioni in tutto il mondo, che vanno dai soldati delle forze speciali e membri delle unità tattiche di polizia agli ufficiali dell'intelligence ed esperti sul campo, addestrati ed equipaggiati per essere i professionisti antiterrorismo più capaci al mondo, in grado di gestire qualsiasi attacco terroristico, salvataggio di ostaggi o abbattimento che le autorità locali non possono condurre in modo efficace, affidabile o tempestivo. Rainbow ha sede a Hereford, in Inghilterra, ma ha giurisdizione globale e può basarsi presso la sede centrale di qualsiasi agenzia di intelligence (come Langley, Virginia ) qualora la sua presenza continuata in una regione fosse necessaria.
A causa della natura delicata delle loro operazioni, come l'essere schierati in incidenti multinazionali o contro minacce che possiedono armi di distruzione di massa, e semplicemente per impedire ai terroristi di sapere della loro esistenza, Rainbow opera in completa segretezza , con solo i più alti funzionari governativi, militari e dell'intelligence che sanno persino della loro esistenza. Spesso vengono condotte delle coperture dopo gli schieramenti di Rainbow per camuffare gli operatori come unità di polizia o militari locali, omettere dettagli che potrebbero allarmare il pubblico o impedire la segnalazione di determinati schieramenti.
Il leader di Rainbow è designato "Rainbow Six" (o semplicemente "Six"), un riferimento al codice di grado americano per capitano (O-6). Il primo Six fu l'ex Navy SEAL degli Stati Uniti e ufficiale operativo della CIA John Clark , che guidò l'organizzazione dalla sua fondazione fino al suo pensionamento. Da allora, numerosi individui hanno assunto il ruolo di Six, il più recente dei quali è stato Harry Pandey. 
Sebbene l'universo di Rainbow Six sia generalmente ancorato alla realtà e mantenga la sua premessa di base, le puntate recenti e gli eventi della trama si discostano in parte dall'ambientazione consolidata della serie o dalle politiche tradizionali di Rainbow, con Rainbow che ospita una competizione tattica visibile al pubblico, recluta operatori non governativi o indipendenti come la compagnia militare privata "Nighthaven", e viene schierato per sconfiggere gli extraterrestri invasori. 

## Videogiochi
- Tom Clancy's Rainbow Six (1998)
  - Tom Clancy's Rainbow Six: Eagle Watch (1999)
- Tom Clancy's Rainbow Six: Rogue Spear (1999)
  - Tom Clancy's Rainbow Six: Urban Operations (2000)
  - Tom Clancy's Rainbow Six: Covert Ops Essentials (2000)
  - Tom Clancy's Rainbow Six: Black Thorn (2001)
- Rainbow Six: Take-Down – Missions in Korea (2001) (Non rilasciato al di fuori della Corea)
- Tom Clancy's Rainbow Six: Lone Wolf (2002)
- Tom Clancy's Rainbow Six 3: Raven Shield (2003)
  - Tom Clancy's Rainbow Six 3: Athena Sword (2004)
  - Tom Clancy's Rainbow Six 3: Black Arrow (2004)
  - Tom Clancy's Rainbow Six 3: Iron Wrath (2005)
- Tom Clancy's Rainbow Six: Broken Wings (2003)
- Tom Clancy's Rainbow Six: Urban Crisis (2004)
- Tom Clancy's Rainbow Six: Lockdown (2005)
- Tom Clancy's Rainbow Six: Critical Hour (2006)
- Tom Clancy's Rainbow Six: Vegas (2006)
- Tom Clancy's Rainbow Six: Vegas 2 (2008)
- Tom Clancy's Rainbow Six: Shadow Vanguard (2011)
- Tom Clancy's Rainbow Six: Patriots (cancellato)[1]
- Tom Clancy's Rainbow Six: Siege (2015)
- Tom Clancy's Rainbow Six: Extraction (2022)
- Tom Clancy's Rainbow Six: Mobile (in sviluppo dal 2022)